# 胡安·包蒂斯塔·萨卡萨
胡安·包蒂斯塔·萨卡萨（西班牙語：Juan Bautista Sacasa；1874年12月21日—1946年4月17日），尼加拉瓜政治人物，自由党员，虽然出任了尼加拉瓜总统，实权却掌握在索摩查家族手里。

## 生平
1874年，出生。
1889年，赴美国求学。
1924年，当选联合政府副总统。
1925年，发生军事政变，被迫流亡。
1926年，回国，开展竞争总统的斗争。
1927年，美国派军队到尼加拉瓜维持秩序。
1932年，担任总统。
1936年，被政变下台，流亡美国。
1946年，去世。